# دهستان قره‌باغ
دهستان قره‌باغ، یکی از دهستان‌های بخش مرکزی شهرستان شیراز در استان فارس ایران است. این دهستان شامل روستاهای شاهپورجان، کیان‌آباد، جرسقان، کرونی، حسن‌آباد، کفری، دودمان، گچی، سلطان‌آباد، اسلاملویی، سنجانک، خاتونک، دهنو و چند روستای دیگر می‌شود
دهستان قره‌باغ به‌علت خشکسالی چند دهه اخیر در حال فرسایش شدید است.
مطالبه گری  مردم انقلابی در اسفند ماه ۱۴۰۳ برای حل مسائل و مشکلات دهستان قره باغ شیراز صورت گرفت و هشتگ قره باغ شیراز شکل گرفت 

## جمعیت
براساس سرشماری عمومی نفوس و مسکن در سال ۱۳۹۵، جمعیت دهستان قره‌باغ برابر با ۵۴،۶۳۰ نفر (۱۴۷۱۱ خانوار) بوده‌است.